# Xông hơi kiểu Phần Lan
Xông hơi kiểu Phần Lan (phát âm tiếng Phần Lan: [ˈsɑu̯nɑ], tiếng Thụy Điển: bastu) là một phần không thể thiếu trong đời sống văn hóa của người Phần Lan và Estonia.
Phong tục này được UNESCO ghi danh vào Danh sách Di sản văn hóa phi vật thể tại phiên họp của Ủy ban Liên chính phủ Công ước Bảo vệ Di sản Văn hóa Phi vật thể diễn ra vào ngày 17 tháng 12 năm 2020. Được sự ủy quyền của nhà nước, Ủy ban Di sản Phần Lan cùng với các cộng đồng xông hơi Phần Lan và những người thúc đẩy văn hóa xông hơi cam kết bảo vệ sức sống của truyền thống xông hơi và nhấn mạnh tầm quan trọng của nó như một phần của phong tục và phúc lợi cho mọi người. Truyền thống xông hơi khói của Estonia đã được UNESCO công nhận là Di sản văn hóa phi vật thể từ năm 2014.

## Lịch sử
Tục xông hơi đã xuất hiện từ rất lâu đời ở Phần Lan, nguồn gốc chính xác của nó vẫn còn là một bí ẩn. Tuy nhiên, nhiều người tin rằng hình thức xông hơi sơ khai nhất đã có từ năm 7000 trước Công nguyên. Trong cùng thời kỳ, các nhà tắm cũng đã xuất hiện ở châu Âu, nhưng các ghi chép về tập quán tắm rửa của người Phần Lan thời xưa lại vô cùng hiếm hoi.
Trong thời kỳ Cải cách Kháng nghị ở Scandinavia, nhiều nhà tắm công cộng ở châu Âu bị phá hủy, góp phần khiến phòng xông hơi kiểu Phần Lan trở nên phổ biến ở nhiều quốc gia khác.
Sự phổ biến của văn hóa xông hơi ở Phần Lan một phần là do tính đa dụng của nó. Khi chuyển đến nơi ở mới, việc đầu tiên người Phần Lan làm là xây một phòng xông hơi.  Nó không chỉ là nơi để tắm rửa, mà còn được dùng để sinh hoạt, ăn uống, thậm chí là sinh nở trong môi trường gần như vô trùng. Khác với nhiều nơi đông dân cư ở châu Âu, Phần Lan có nguồn gỗ dồi dào, thuận lợi cho việc xây dựng và sưởi ấm phòng xông hơi.  Hơn nữa, trong điều kiện khí hậu lạnh giá, phòng xông hơi giúp người dân giữ ấm cơ thể. Tuy nhiên, không chỉ phổ biến vào mùa đông, xông hơi cũng được ưa chuộng vào mùa hè.